# Avarca
L'avarca és un calçat d'origen àrab que s'emprà bastament al llarg de l'edat mitjana. Etimològicament, sembla que prové del mot preromà *abarka, ja que rep aquest nom en basc, gallec, castellà i català i també s'anomena així al Sud de França. Consisteix en una tira de cuir que es lliga amb corretges al turmell.